# Wilfried David
Pour les articles homonymes, voir David.
Wilfried David, né le 22 avril 1946 à Bruges et mort le 15 juin 2015 à Wingene, est un coureur cycliste belge dont la carrière professionnelle s'étendit de 1968 à 1976.

## Biographie
En 1967, Wilfried David remporte le Tour de Belgique amateurs. L'année suivante, il répète ce succès chez les professionnels au sein de l'équipe Flandria-De Clerck-Krueger. Il s'impose également sur une étape de Paris-Nice. En 1969, il termine quatrième au classement général du Tour de Suisse. En 1971, il remporte une étape du Tour d'Espagne  et termine deuxième au classement général, derrière son compatriote Ferdinand Bracke. En 1972, il remporte une étape du Tour de Suisse et termine dixième au classement général. L'année suivante, il remporte le Tour de Romandie, Halle-Ingooigem et une étape du Critérium du Dauphiné libéré. 
Au cours de sa carrière, il participe à sept reprises au Tour de France et gagne en 1973 une étape. En 1976, il se classe deuxième du Tour de Belgique, puis il met fin à sa carrière.
Après avoir achevé sa carrière dans le cyclisme, il dirige avec son épouse le café-restaurant Munckenhove à Ruddervoorde, jusqu'à ce qu'il soit complètement détruit par un incendie en décembre 2011. Le 15 juin 2015, le couple est tué lors d'un accident de voiture, après que leur véhicule a quitté la route et a heurté dans le fossé un ponceau en béton,.

## Palmarès

### Palmarès amateur
- 1965
  - 3e du Tour de Namur
- 1966
  - 3e étape du Tour de Namur (contre-la-montre)
- 1967
  - Classement général du Tour de Belgique amateurs
  - 2e du championnat de Belgique interclubs

### Palmarès professionnel
- 1968
  - 7e étape du Paris-Nice
  - Classement général du Tour de Belgique
- 1969
  - 4e du Tour de Suisse
- 1970
  - Circuit Mandel-Lys-Escaut
  - 7e de Paris-Luxembourg
- 1971
  - 14e étape du Tour d'Espagne
  - 2e du Tour d'Espagne
- 1972
  - 14e étape du Tour de Suisse
  - 10e du Tour de Suisse
- 1973
  - Tour de Romandie
    - Classement général
    - 4eb étape (contre-la-montre)

  - 6ea étape du Critérium du Dauphiné libéré
  - Bruxelles-Ingooigem
  - 15e étape du Tour de France
- 1975
  - 4e du Tour de Romandie
- 1976
  - 5e étape du Tour méditerranéen
  - 2e du Tour de Belgique

## Résultats sur les grands tours

### Tour de France
7 participations
- 1968 : abandon (12e étape)
- 1969 : 27e
- 1971 : abandon (14e étape)
- 1972 : 41e
- 1973 : 74e, vainqueur de la 15e étape
- 1974 : abandon (11e étape)
- 1975 : abandon (11e étape)

### Tour d'Espagne
1 participation
- 1971 : 2e, vainqueur de la 14e étape